# Lišany (ort i Tjeckien, Mellersta Böhmen)
Lišany är en ort i Tjeckien.   Den ligger i regionen Mellersta Böhmen, i den västra delen av landet, 50 km väster om huvudstaden Prag. Lišany ligger 341 meter över havet och antalet invånare är 647.
Terrängen runt Lišany är huvudsakligen platt. Lišany ligger nere i en dal.Runt Lišany är det ganska glesbefolkat, med 32 invånare per kvadratkilometer. Närmaste större samhälle är Rakovník, 4,9 km söder om Lišany. Trakten runt Lišany består till största delen av jordbruksmark.